# Gunnarstorps IF
Gunnarstorp/Gundestrup  idrætsforening (GIF) er en foldboldklub fra den lille mineby Gunnarstorp / Gundestrup i det nordvestlige Skåne uden for Bjuv, der efter at have lært at finansiere elitefodbold gennem bingo i København og Danmark, i 1966 skabte et fodboldmirakel, og spillede i toppen af popen for 11.000 tilskuere (landsbyen har omkring 400 indbyggere). 
Max Lundgren baserede stort set sin berømte romanserie om fodboldholdet Åshöjden BK på Gunnarstorp, og dets finansmand Blåbærkongen er inspireret af Pollenkongen Gösta Carlsson, som ikke kun er grunden til, at Ängelholm / Engelholm  (Røgle BK)  i dag er en ishockey-enklave i Skåne, men også stod bag Gunnarstorp. 
Den mest fremtrædende spiller var den tidligere landsholdsmålmand Kalle Svensson, der var spillende træner fra 1959-1961. 

## Eksterne links
Kvalifikationskampen mod Hammarby for fuldt hus på Tornévallen:
- https://www.youtube.com/watch?v=7SWCof4MwlQ